# Субатлантичний період

Реконструкція температурних коливань на землі протягом останніх 2000 років.

Зростання середньорічної температури у світі з 1850 р.

Субатланти́чний пері́од — останній кліматичний період голоцену, що триває до сьогодення. Середньорічна температура в субатлантичному періоді в середньому знаходилася нижче рівня атлантичного періоду. За часів субатлантичного періоду відбувалися температурні коливання, що приводили до екологічних ефектів, які впливали на життя і діяльність людей.
Субатлантичний період почався 2500 років тому завершенням похолодання залізної доби і початком римського кліматичного оптимуму, і тривав до 1600 років тому. Саме на цей час припадає класична античність.
Наступний відносно короткий і слабо виражений холодний період — це кліматичний песимум раннього Середньовіччя, який збігся з Великим переселенням народів. Вважається, що саме цей перехід до сухішого і холоднішого клімату викликав міграцію гунів з Центральної Азії на захід, що в свою чергу викликало міграцію германців. Одночасно на руїнах Римської імперії розквітає Візантія, а християнство затверджується в Європі як панівна монотеїстична релігія.
Після цього короткого песимуму клімат знову потеплішав з 800 по 1200 рр.., причому середньорічна температура піднялася майже до рівня римського оптимуму. Цей період називається середньовічне потепління, оскільки хронологічно збігається з кульмінацією європейського Середньовіччя. Потепління дозволило, зокрема, вікінгам заселити Ісландію і Гренландію. В цей час відбулася велика частина хрестових походів, а територія Візантії скорочувалася під ударами зростаючої Османської імперії.
Закінчення середньовічного потепління датується початком 14 століття. На цей період припадають численні документовані випадки масового голоду та епідемій, зокрема, чуми («чорна смерть»). У цей час багато сіл були закинуті та спорожніли. Вважається, що населення Центральної Європи скоротилося майже наполовину.
Значно довшим і холоднішим був наступний песимум, що досяг кульмінації між 1550 і 1860 роками — він відомий під назвою малий льодовиковий період. У цей час відбуваються великі соціальні потрясіння (Тридцятирічна війна, Велика французька революція). Паралельно пізнього етапу Ренесансу настає Епоха Просвітництва та індустріалізація.
За малим льодовиковим періодом настає сучасний кліматичний оптимум, посилений антропогенними факторами, такими, як парниковий ефект.